# Jafar Sobhani
Jafar Sobhani (persiska: جعفر سبحانی), född 1929 i Tabriz, Persien, är en iransk ayatolla, shiamuslimsk islamist, lärd och marja'.  Han har skrivit många böcker om olika ämnen såsom tafsir, hadith, fiqh, teologi, historia, filosofi, försvarande av den shiitiska skolan och kritik till wahhabism.